# (52291) Mott
(52291) Mott (1990 TU1) – planetoida z pasa głównego asteroid okrążająca Słońce w ciągu 5,4 lat w średniej odległości 3,08 j.a. Odkryta 10 października 1990 roku.